# Francis Eugene Resta
Francis Eugene Resta (Gioia del Colle, 2 april 1894 – New York), 16 augustus 1968) was een Italiaans-Amerikaans componist, muziekpedagoog, dirigent, organist en fluitist. Hij was de vierde zoon van een professionele musicus en dirigent. Francis Eugene en alle broers en zussen leerde meerdere muziek-instrumenten te bespelen. Ook zijn oudere broer Rocco Resta was dirigent bij de United States Army, onder andere van een militair muziekkorps, in dat ook Percy Aldridge Grainger meewerkte.

## Levensloop
Resta beluisterde als klein jongetje al de repetities van de harmonieorkesten van zijn vader en kwam ermee in contact met de klanken van een harmonieorkest. Resta kreeg lessen voor solfège, piano en verschillende blaasinstrumenten. Zijn eerst instrument was de piccolo, omdat zijn kleine vingertjes geen groter instrument kon bespelen. Als hij verder opgroeide leerde hij ook andere instrumenten te bespelen en kreeg vele solfège-les. Het laatste resulteerde in een buitengewone ontwikkeling van een tonaal gedachtenis. Op 12-jarige leeftijd was het hem mogelijk, een driedelig stuk te beluisteren, bijvoorbeeld een menuet of een mazurka, en hij kon het aansluitend zonder fouten volledig herhalen. 
Nadat hij meerdere jaren met orkesten en harmonieorkesten concertreizen door heel Europa gemaakt had, werd hij organist. 
Op zeventienjarige leeftijd verliet hij in 1912 Italië en emigreerde naar de Verenigde Staten. Omdat het voor hem niet mogelijk was een baan als organist te krijgen, werd hij tijdens de Eerste Wereldoorlog lid van de United States Army Band. Al spoedig werd hij zelf dirigent van een militair muziekkorps, zoals van een kapel in Fort Amador, aan het einde van de Panamakanaal ter zijde van de Grote Oceaan; een kapel in het Fort Leavenworth (Kansas), een muziekkorps in het Fort Crook (Nebraska) en het muziekkorps van het 66th Anti-Aircraft Regiment op Hawaï. Toen Lieutenant Phillip Egner in mei 1934 als dirigent van de United States Military Academy Band in West Point met pensioen ging, werd Francis Eugene Resta vanuit 450 sollicitanten geselecteerd om opvolger als dirigent te worden. 
Resta heeft in deze tijd ook aan de Juilliard School of Music te New York gestudeerd. Zijn leraren aldaar waren onder andere Frank Damrosch (orkestdirectie), Percy Goetschius (muziektheorie en compositie). Tegelijkertijd studeerde hij ook bewerking en transcriptie voor harmonieorkest bij Arthur Clappé en blaasinstrumenten aan de Army Bandmasters School in Governors Island. 
Als Resta dirigent van de Academie-kapel werd, speelde het orkest voornamelijk binnen de Academie. Zij verzorgden meestal de marsmuziek bij de parades van het "Corps of Cadets" en begeleidden muzikale producties van de "Cadets Dialectic Society". Zij speelden ook bij optredens van de Eregarde (Guards of Honor), begrafenissen van officieren en atletische evenementen van de cadetten. Resta begon meteen met de "Winter Concert Series" een concertreeks in een zaal of concertgebouw. Deze concertreeks stond aan het begin van een nieuwe weg van muzikale cultuur in West Point en de gemeenten in de omgeving. 
Om het concert voor de 150-jaar viering nog significanter en unieker te maken nodigde Resta in april 1951 een aantal componisten uit nieuwe werken voor zijn militaire kapel te schrijven en voor het begin van hun werk de Academie te bezoeken, om de bijzondere Academie atmosfeer te absorberen. Dit initiatief bracht werken naar voren geschreven door Robert Russell Bennett, Henry Cowell, Roy Harris, Erik Leidzen, Darius Milhaud en William Grant Still. Een mijlpaal voor het jubileumconcert was het werk Symphony for Band (West Point Symphony), van Morton Gould. Francis Eugene Resta verbleef in de functie als dirigent tot 1957. 
Als componist schreef hij marsen voor harmonieorkest.

## Composities

### Werken voor harmonieorkest
- Graduation March
- Old Grad's March (samen met Barry Drewes)

### Vocale muziek
- One hundred days 'til June, voor zangstem en gemengd koor